# Thomond (Automarke)
Thomond war eine irische Automobilmarke, die 1925 bis 1933 von James A. Jones in Dublin gebaut wurde.
Der Thomond war ein konventioneller Tourenwagen der späten 1920er-Jahre mit Frontmotor und Hinterradantrieb. In seiner kleinen Werkstatt in der Haddington Road stellte Jones in dieser Zeit vier Exemplare her. Der Betrieb ging jedoch im Gefolge der Weltwirtschaftskrise bankrott. Gegenwärtig sind keine verbliebenen Automobile bekannt.

## Weblink und Quelle
- Geschichte und Fotos des Thomond (englisch)